# František Obžera
František Obžera (Bratislava, 20 ottobre 1949) è uno scrittore, drammaturgo, sceneggiatore, regista e attore slovacco.

## Filmografia

### Film
- Operácia Raketa (film televisivo, 1974)
- Chlapské leto (film televisivo, 1975)
- Milosrdný čas (film, 1975) ako pomocný dozor pri vchode
- Príbeh o Fatime a Omarovi (film televisivo, 1975)
- Krasava (film televisivo, 1988)

### Serie televisivi
- Naši synovia (1975)
- Nepokojná láska (1975)

## Regia

### Film
- Samej je mi smutno (film televisivo, 1983)
- Zatmenie slnka (film televisivo, 1986)
- Daniela (film televisivo, 1987)
- Chlapská dovolenka (film televisivo, 1988)
- Krasava (film televisivo, 1988)
- Blšiak (film televisivo, 1989)

### Doppiaggio
- 1988: Vladimír Holan, František Obžera – Malý Muk come Muž 2 (Uomo 2)

### Radiodrammi
- 1984: František Obžera – Tri krát tri je deväť
- 1985: František Obžera – Včielka Maja a jej dobrodružstvá
- 1985: František Obžera – Herci v zásterách
- 1986: František Obžera – Ako išla škola poza školu
- 1988: Vladimír Holan, František Obžera – Malý Muk

## Lavori
- 1983: Samej je mi smutno (film televisivo)
- 1984: Tri krát tri je deväť
- 1986: František Obžera – Už len dve desatiny (radiodramma)
- 1988: Krasava (film televisivo)
- 1988: Vladimír Holan, František Obžera – Malý Muk (radiodramma)